# 里弗鎮區 (北卡羅萊納州沃倫縣)
里弗鎮區（英語：River Township）是位於美國北卡羅萊納州沃倫縣的一個鎮區。

## 地方資料
里弗鎮區的面積為71.74平方千米，皆為陸地。根據2020年美國人口普查的數據，當地共有人口1335人，而人口密度為每平方千米18.61人。